# ضفدع شجرة المحيط الهادي
ضفدع شجرة المحيط الهادي أو ضفدع جوقة المحيط الهادي (الاسم العلمي Pseudacris regilla)، حيوان قازب من الشرغوفيات ويتبع جنس ضفدع الجوقة. يمتد وجوده من الساحل الغربي للولايات المتحدة (من شمال كاليفورنيا وأوريجون وواشنطن) إلى كولومبيا البريطانية في كندا وأقصى جنوب ألاسكا. إنه يعيش على أرتفاع أكثر من 10,000 قدم من مستوى سطح البحر في عدة موائل، ويتكاثر في البيئات المائية. ألوانها الأخضر أو البني ويمكن أن تغيير ألوانها على خلال ساعات وأسابيع.

## معرض صور

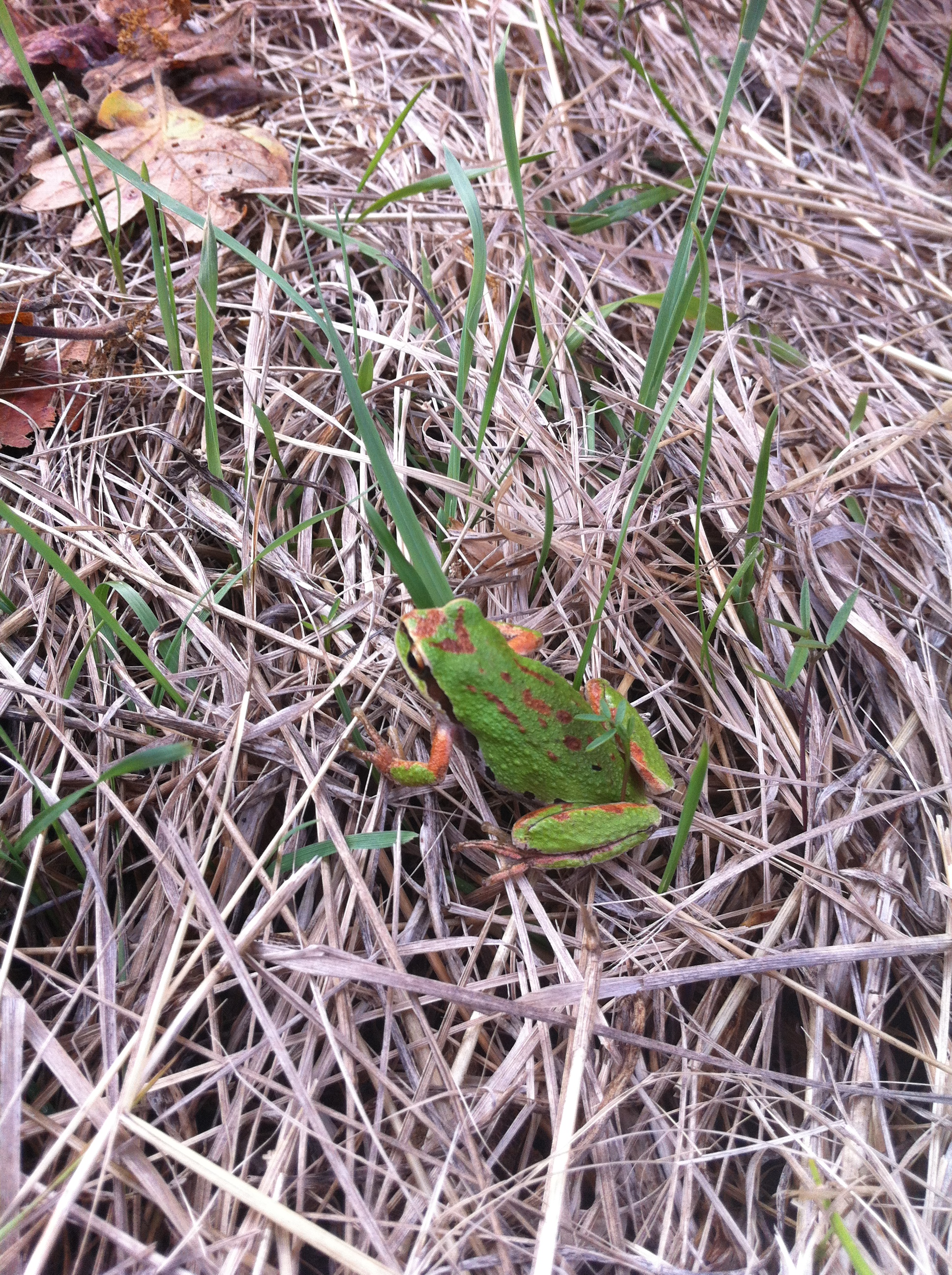
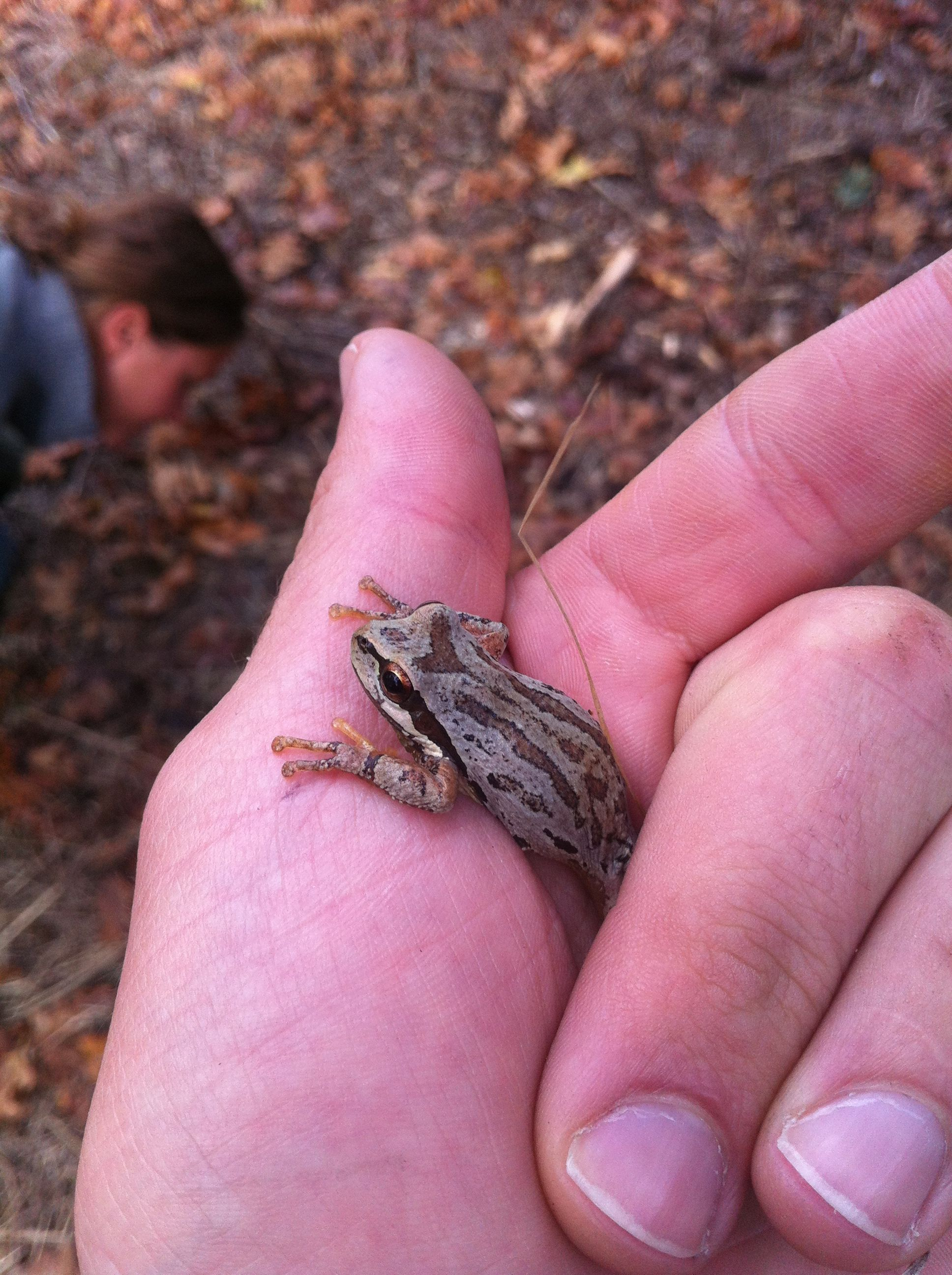
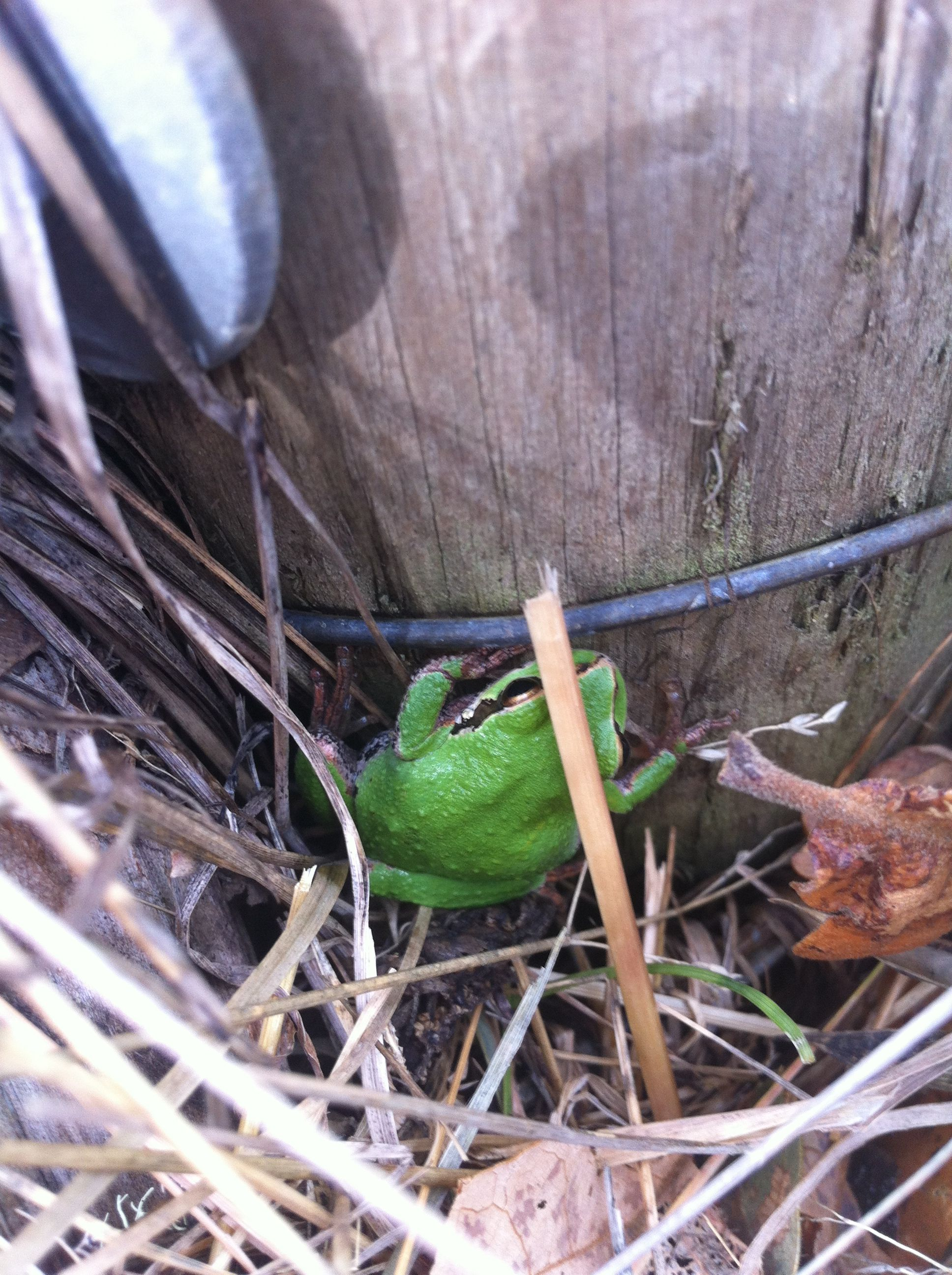